# Jeanne Bardey
Jeanne Bardey, de nacimiento Jeanne Bratte, fue una escultora francesa nacida en Lyon el 12 de abril de 1872 y fallecida en la misma ciudad el 13 de octubre de 1954. Ella es famosa por haber sido la última alumna de Rodin.
Más de 600 de sus esculturas están contenidas en las colecciones del Museo de Bellas Artes de Lyon. Otras piezas están en poder del Musée d'Orsay. Bardey tuvo una hija, Henriette